# Lothar Maier
Lothar Maier (nascido em 19 de junho de 1944) é um político alemão. Nasceu em Wolfach, Baden-Württemberg, e representa a Alternativa para a Alemanha (AfD). Lothar Maier é membro do Bundestag pelo estado de Baden-Württemberg desde 2017.

## Vida
Ele tornou-se membro do bundestag após as eleições federais alemãs de 2017. É membro da Comissão de Assuntos Jurídicos e Defesa do Consumidor.